# 디지털 익스트림스
디지털 익스트림스(Digital Extremes)는 1993년 James Schmalz가 설립한 캐나다의 비디오 게임 개발사이다. 워프레임, 그리고 에픽게임즈과 공동 개발한 언리얼 시리즈 게임들을 개발한 것으로 유명하다. 본사는 온타리오주 런던에 있다. 이 기업의 지분 61%가 중국의 기업 멀티 다이내믹에 인수되었다.

## 게임
- 언리얼 (1998년 비디오 게임)
- 언리얼 토너먼트
- 바이오쇼크
- 바이오쇼크 2
- 홈프론트 (비디오 게임)
- 워프레임